# Aphyocypris
Aphyocypris es un género de peces cipriniformes de la familia Cyprinidae.

## Especies
Se reconocen las siguientes especies:
- Aphyocypris chinensis
- Aphyocypris kikuchii
- Aphyocypris lini